# Berrien County (Michigan)
Berrien County ist ein County im Bundesstaat Michigan der Vereinigten Staaten. Der Verwaltungssitz (County Seat) ist St. Joseph. Das U.S. Census Bureau hat bei der Volkszählung 2020 eine Einwohnerzahl von 154.316 ermittelt.

## Geographie
Das County liegt im äußersten Südwesten der Unteren Halbinsel von Michigan, grenzt im Süden an Indiana, im Westen an den Michigansee, einem der 5 großen Seen, und hat eine Fläche von 4096 Quadratkilometern, wovon 2617 Quadratkilometer Wasserfläche sind. Es grenzt im Uhrzeigersinn an folgende Countys: Van Buren County und Cass County.
Das County wird vom Office of Management and Budget zu statistischen Zwecken als Niles, MI Metropolitan Statistical Area geführt.

## Geschichte
Berrien County wurde 1829 als Original-County aus freiem Territorium gebildet. Benannt wurde es nach John M. Berrien, einem US-Generalstaatsanwalt. Das County gehört zu den so genannten Cabinet Countys, da es wie einige andere nach einem Mitglied des Kabinetts von US-Präsident Andrew Jackson benannt wurde.
30 Bauwerke und Stätten des Countys sind im National Register of Historic Places eingetragen (Stand 17. November 2017).

## Demografische Daten

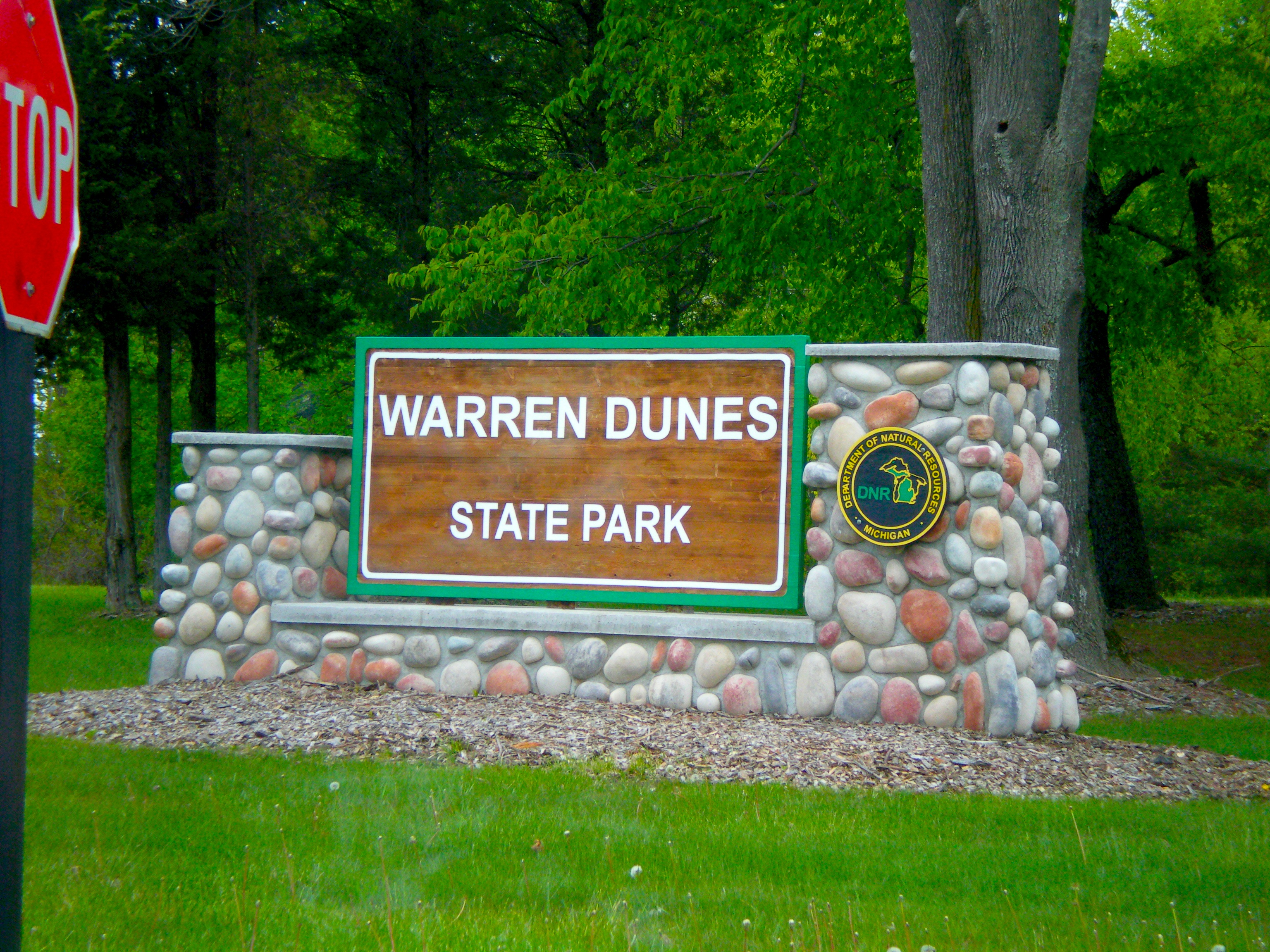
Eingang des Warren Dunes State Parks

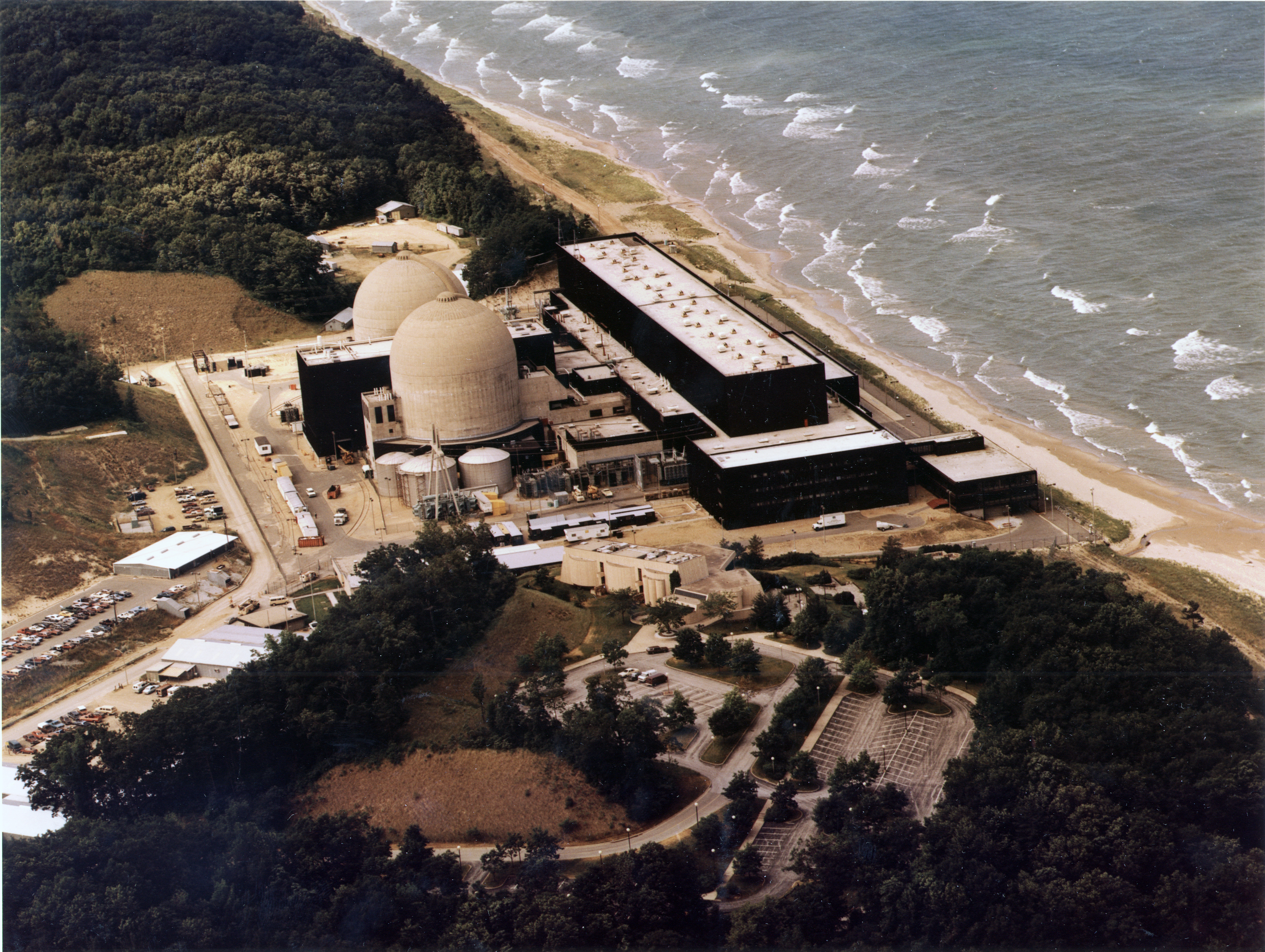
Das Donald Cook Nuclear Power Plant

Nach der Volkszählung im Jahr 2000 lebten im Berrien County 162.453 Menschen in 63.569 Haushalten und 43.354 Familien. Die Bevölkerungsdichte betrug 110 Einwohner pro Quadratkilometer. Ethnisch betrachtet setzte sich die Bevölkerung zusammen aus 79,69 Prozent Weißen, 15,93 Prozent Afroamerikanern, 0,43 Prozent amerikanischen Ureinwohnern, 1,14 Prozent Asiaten, 0,04 Prozent Bewohnern aus dem pazifischen Inselraum und 1,14 Prozent aus anderen ethnischen Gruppen; 1,64 Prozent stammten von zwei oder mehr Ethnien ab. 3,01 Prozent der Bevölkerung waren spanischer oder lateinamerikanischer Abstammung.
Von den 63.569 Haushalten hatten 31,2 Prozent Kinder unter 18 Jahren, die bei ihnen lebten. 51,2 Prozent waren verheiratete, zusammenlebende Paare, 13,2 Prozent waren allein erziehende Mütter und 31,8 Prozent waren keine Familien. 27,1 Prozent waren Singlehaushalte und in 10,8 Prozent lebten Menschen im Alter von 65 Jahren oder darüber. Die Durchschnittshaushaltsgröße betrug 2,49 und die durchschnittliche Familiengröße lag bei 3,01 Personen.
26,0 Prozent der Bevölkerung waren unter 18 Jahre alt. 8,3 Prozent zwischen 18 und 24 Jahre, 27,5 Prozent zwischen 25 und 44 Jahre, 23,7 Prozent zwischen 45 und 64 Jahre und 14,4 Prozent waren 65 Jahre oder älter. Das Durchschnittsalter betrug 37 Jahre. Auf 100 weibliche Personen kamen 94,1 männliche Personen. Auf 100 Frauen im Alter von 18 Jahren und darüber kamen statistisch 89,9 Männer.
Das jährliche Durchschnittseinkommen eines Haushalts betrug 38.567 USD, das Durchschnittseinkommen einer Familie 46.548 USD. Männer hatten ein Durchschnittseinkommen von 36.582 USD, Frauen 23.800 USD. Das Prokopfeinkommen betrug 19.952 USD. 9,3 Prozent der Familien und 12,7 Prozent der Bevölkerung lebten unterhalb der Armutsgrenze.

## Orte im County
- Arden
- Bainbridge Center
- Bakertown
- Baroda
- Benton Center
- Benton Harbor
- Benton Heights
- Berrien Center
- Berrien Springs
- Bertrand
- Bethany Beach
- Birchwood
- Bridgman
- Buchanan
- Buckhorn
- Coloma
- Dayton
- Derby
- Eau Claire
- Fair Plain
- Fairland
- Galien
- Glen Lord
- Glendora
- Gordon Beach
- Grand Beach
- Harbert
- Hartman
- Hazelhurst
- Higman Park
- Hills Corners
- Hinchman
- Hollywood
- Hooks Corner
- Jerico
- Kings Landing
- Lake Michigan Beach
- Lakeside
- Lakeview
- Little Paw Paw Lake
- Livingston
- Michiana
- Millburg
- Mizpah Park
- Naomi
- Napier
- New Buffalo
- New Troy
- Niles
- Oxbow
- Paw Paw Lake
- Pearl Grange
- Pennellwood
- Riverside
- Rosemary Beach
- Saint Joseph
- Sawyer
- Scottdale
- Shanghai Corners
- Shoreham
- Shorewood Hills
- Snow
- Sodus
- Sokol Camp
- Spinks Corners
- Stevensville
- Three Oaks
- Tower Hill Shorelands
- Turner Shores
- Twelve Corners
- Union Pier
- Vineland
- Watervliet
- Waverland Beach

Townships
- Bainbridge Township
- Baroda Township
- Benton Charter Township
- Berrien Township
- Bertrand Township
- Buchanan Township
- Chikaming Township
- Coloma Charter Township
- Galien Township
- Hagar Township
- Lake Charter Township
- Lincoln Charter Township
- New Buffalo Township
- Niles Township
- Oronoko Charter Township
- Pipestone Township
- Royalton Township
- Sigel Township
- Spurr Township
- Three Oaks Township
- Watervliet Township
- Weesaw Township

- Liste der Städte in Michigan